# Stiftskirche St. Gertrud (Nivelles)

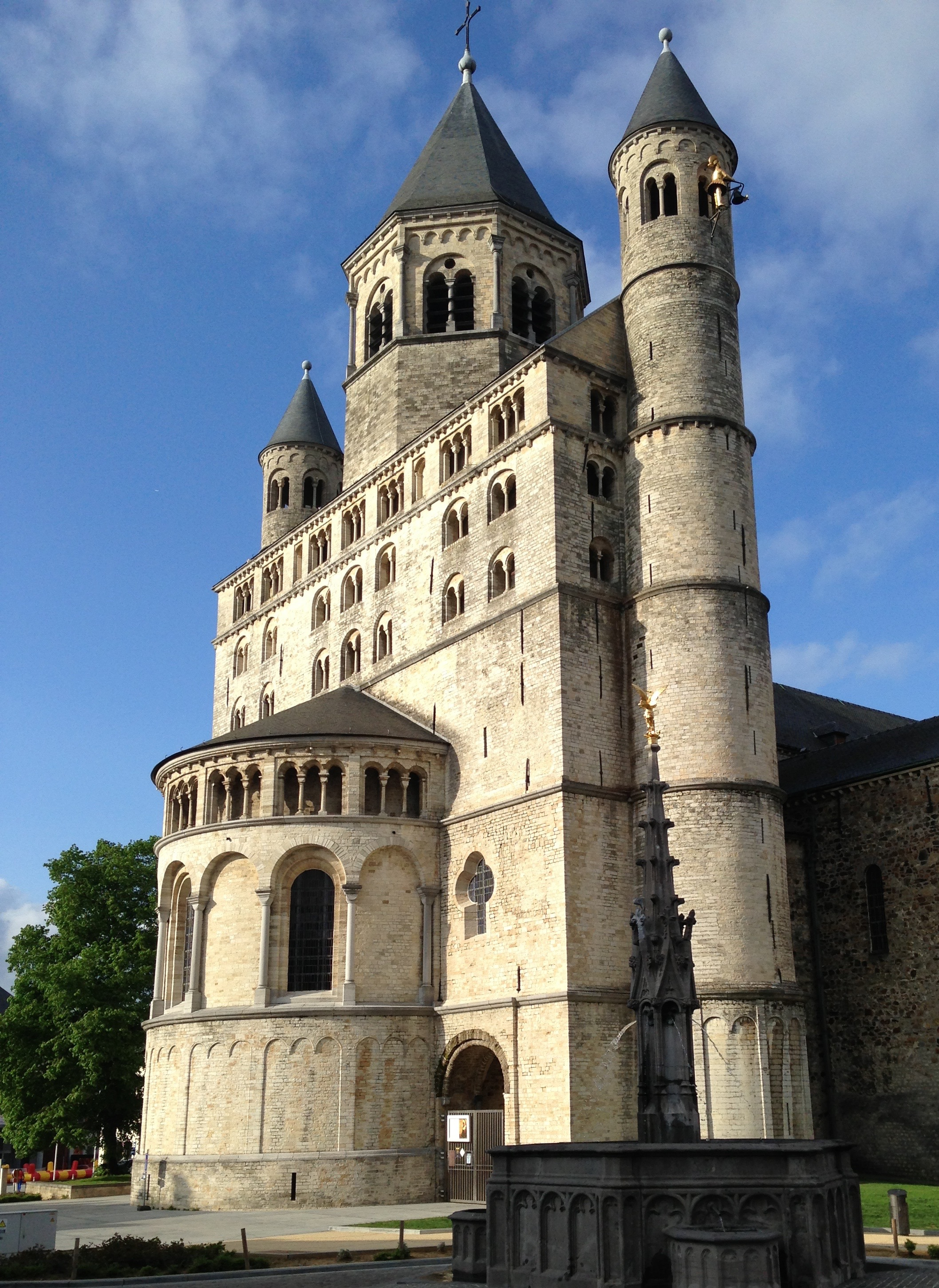
Westwerk der Stiftskirche

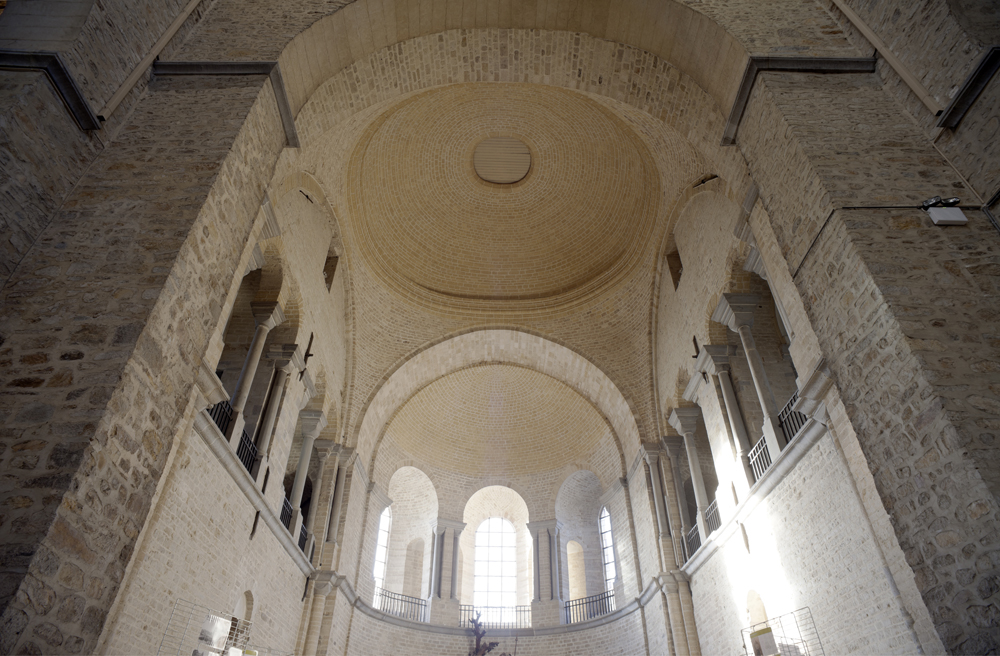
Empore der Westapsis

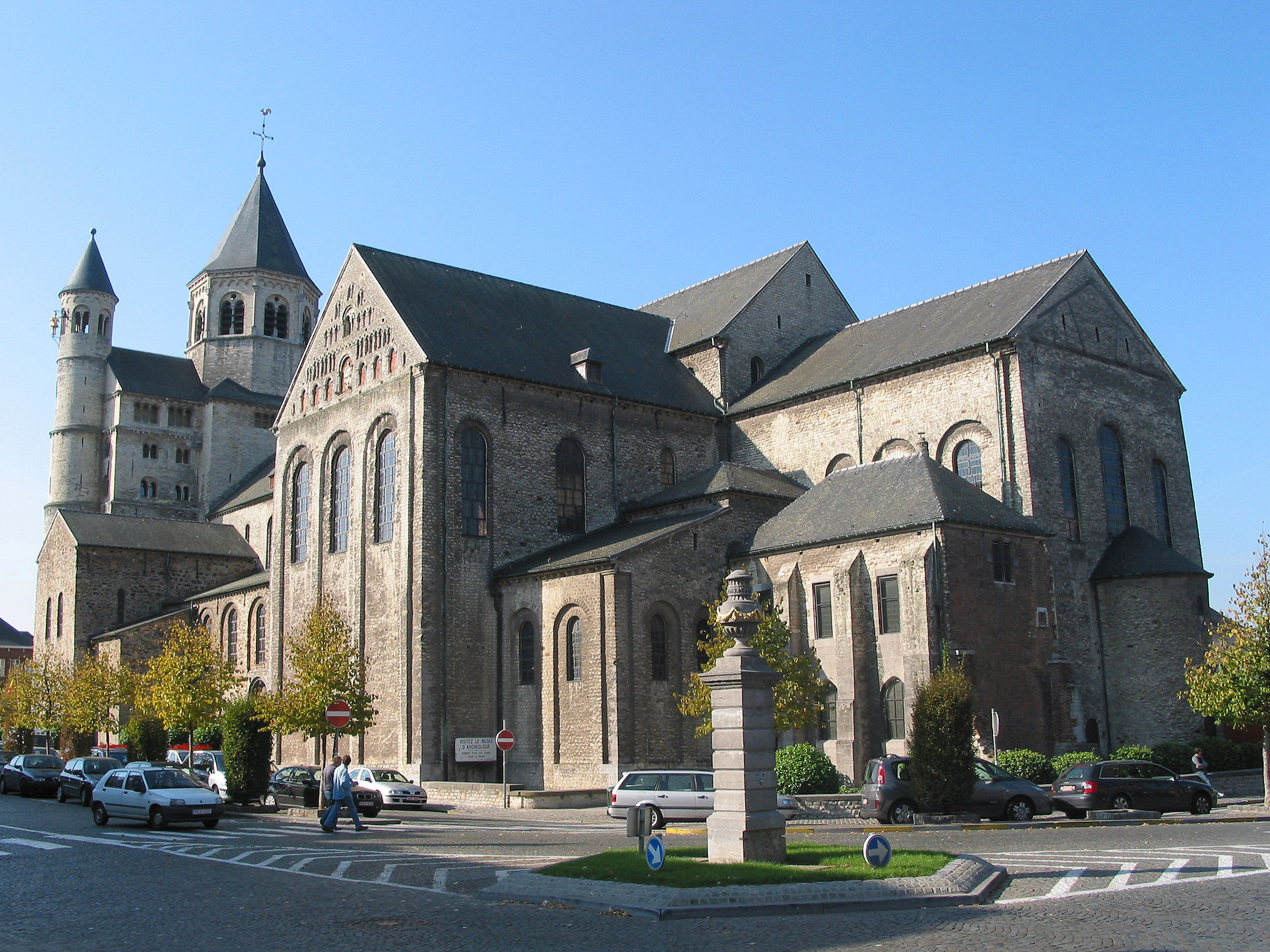
Stiftskirche von Südosten

Die Stiftskirche St. Gertrud von Nivelles, historisch im Südwesten des Herzogtums Brabant, heute der belgischen Provinz Wallonisch-Brabant, ist heute Pfarrkirche. Sie entstand in den ersten Jahren nach 1000, möglicherweise ab 1020 als Ersatz eines noch St. Peter geweihten Vorgängerbaus. Die Weihe fand 1046 statt; damals war der Bau aber wahrscheinlich noch nicht vollendet.
Die Kirche stellt den Prototyp der Monumentalbauten in der karolingischen Tradition dar: Zwei streng getrennte Querbauten sind durch das Langhaus verbunden. Das Fehlen von Portalen an den Schmalseiten mag verwundern, ist aber zumindest bis in die Frühgotik nicht ungewöhnliches.
Der Bau vollzog sich in zwei Schritten: Zunächst wurde ein neues Westwerk errichtet, das jedoch im 12. Jahrhundert durch das heutige Westwerk ersetzt wurde. Es handelte sich um eine quergelagerte Halle mit drei Jochen, einer vorspringenden Westapsis und zwei in den Westmauern der Seitenräume angeordneten Treppenaufgängen. Nach einem Brand wurde dann auch der Rest der Kirche neu gebaut. Bauherrin war die aus dem Geschlecht der Ezzonen stammende Äbtissin Richeza, der Bau wurde 1046 im Beisein König Heinrichs III. geweiht.
Die heutige Stiftskirche ist weitgehend auf diesen Bau zurückzuführen. Es handelt sich um eine dreischiffige, siebenjochige Pfeilerbasilika mit Ost- und Westquerhäusern, die deutlich breiter sind als das Kirchenschiff, wobei das Ostquerhaus breiter als das westliche ist. An das Ostquerhaus schließt sich ein querrechteckiger Chor an, der eine kleine, zur darunterliegenden dreischiffigen Hallenkrypta hin geöffnete Apsis besitzt. Um den Chor herum liefen niedrige stollenähnliche Räume, die nur von kleinen, etwas unter dem Fußbodenniveau der übrigen Kirche liegenden Räumen im Winkel zwischen Ostquerhaus und Chor zugänglich waren.
Ein profiliertes Horizontalgesims trennt die Langhauswände in zwei gleich hohe Geschosse, in eine Arkadenzone und den Obergaden. Die halbe Mittelschiffhöhe, die Geschosshöhe, entspricht nun der Breite des Mittelschiffes, die Seitenschiffe haben halbe Mittelschiffbreite. Grundriss und Aufriss beziehen sich streng aufeinander. Das Vierungsquadrat ist die Maßeinheit. Querhausarme und Ostchor (der Westchor wurde später verändert) ordnen sich diesem Maßsystem nicht ein, sind „rückständiger“.
Der Innenraum zeigt den Beginn einer plastischen Durchformung der Mauern. Das Langhaus steigert die Höhe im Vergleich zu Hildesheim und Hersfeld.
Die Kirche wurde im Zweiten Weltkrieg stark zerstört, anschließend jedoch in rekonstruierter Form wieder aufgebaut, und zwar nach dem ursprünglichen Vorbild, und nicht nach dem später veränderten Vorkriegszustand.
Die Orgel der Stiftskirche wurde 1986 von dem Orgelbauer Patrick Collon erbaut. Das Schleifladen-Instrument hat 37 Register auf drei Manualwerken und Pedal. Die Spiel- und Registertrakturen sind mechanisch.
| I Positif C–f3 |                 |        |
| 1.             | Bourdon         | 8'     |
| 2.             | Prestant        | 4'     |
| 3.             | Flûte           | 4'     |
| 4.             | Nazard          | 2 ⁄3'  |
| 5.             | Doublette       | 2'     |
| 6.             | Tierce          | 1 3⁄5' |
| 7.             | Larigot         | 1 ⁄3'  |
| 8.             | Fourniture IV 0 |        |
| 9.             | Cymbale III     |        |
| 10.            | Cromorne        | 8'     |

| II Grand Orgue C–f3 |                   |         |
| 11.                 | Bourdon           | 16'     |
| 12.                 | Montre            | 08'     |
| 13.                 | Bourdon           | 08'     |
| 14.                 | Prestant          | 04'     |
| 15.                 | Grosse Tierce     | 03 1⁄5' |
| 16.                 | Nazard            | 02 ⁄3'  |
| 17.                 | Doublette         | 02'     |
| 18.                 | Quarte de Nazard0 | 02'     |
| 19.                 | Tierce            | 01 3⁄5' |
| 20.                 | Sesquialter II    |         |
| 21.                 | Cornet V          |         |
| 22.                 | Fourniture VI     |         |
| 23.                 | Cymbale III       |         |
| 24.                 | Trompette         | 08'     |
| 25.                 | Voix humaine      | 08'     |
| 26.                 | Clairon           | 04'     |

| III Écho c1–f3 |            |     |
| 27.            | Bourdon    | 08' |
| 28.            | Flûte      | 04' |
| 29.            | Cornet III |     |
| 30.            | Trompette0 | 08' |
| 31.            | Cromorne   | 08' |

| Pédale C–f1 |           |     |
| 32.         | Bourdon   | 16' |
| 33.         | Flûte     | 08' |
| 34.         | Flûte     | 04' |
| 35.         | Bombarde0 | 16' |
| 36.         | Trompette | 08' |
| 37.         | Clairon   | 04' |

- Koppeln: I/II, II/P